# Clar de Viena
Clar de Viena o del Delfinat (Saint-Clair-du-Rhône, Isèra, ca. 590 - Viena del Delfinat, ca. 660) fou el llegendari primer bisbe d'Albi i de Leitora. No hi ha cap prova històrica de la seva existència real i la seva història es basa exclusivament en llegendes. És venerat com a sant per l'Església catòlica. Es començà a venerar oficialment al segle IX i donà nom al seu lloc natal (apareix per primer cop com a topònim en una butlla de 1157). La seva memòria es commemora l'1 de gener.
Va néixer a un poblet que avui porta el seu nom, Saint-Clair, al sud de Viena del Delfinat (Isera). Va retirar-se al monestir de Saint-Ferréol-Trente-Pas (Droma), important monestir amb uns quatre-cents monjos. El bisbe Caldèol de Viena el nomenà abat de Saint-Marcel (Isèra, a l'actual Chapareillan), monestir molt més petit, i de Sainte-Blandine, monestir de vídues. Se li atribuïa el do de la profecia i de guarir miraculosament: va predir les invasions dels vàndals i dels sarraïns. Mort cap al 660 en llaor de santedat i fou enterrat a l'església de Santa Blandina, a la vora dels Màrtirs de Lió i Viena.